# باتريك غودمان
باتريك غودمان (بالإنجليزية: Patrick Goodman)‏ هو فاعل خير وشخصية أعمال نيوزيلندي، ولد في 6 أبريل 1929، وتوفي في 9 سبتمبر 2017 في Motueka ‏ في نيوزيلندا.